# Статут
Статут (на латински: statutum – постановление) е юридическата регламентация, т.е. устав, правила, които определят правомощията и процедурите на всяка една организация.
Следва да се отграничава от статуса, т.е. фактическото положение.